# لهوتا و وستینا
لهوتا و وستینا (به چکی: Lhota u Vsetína) یک منطقهٔ مسکونی در جمهوری چک است که در ناحیه وستین واقع شده‌است. لهوتا و وستینا ۱۱٫۲۷ کیلومتر مربع مساحت و ۷۶۸ نفر جمعیت دارد.